# Clasificación geomecánica de Bieniawski

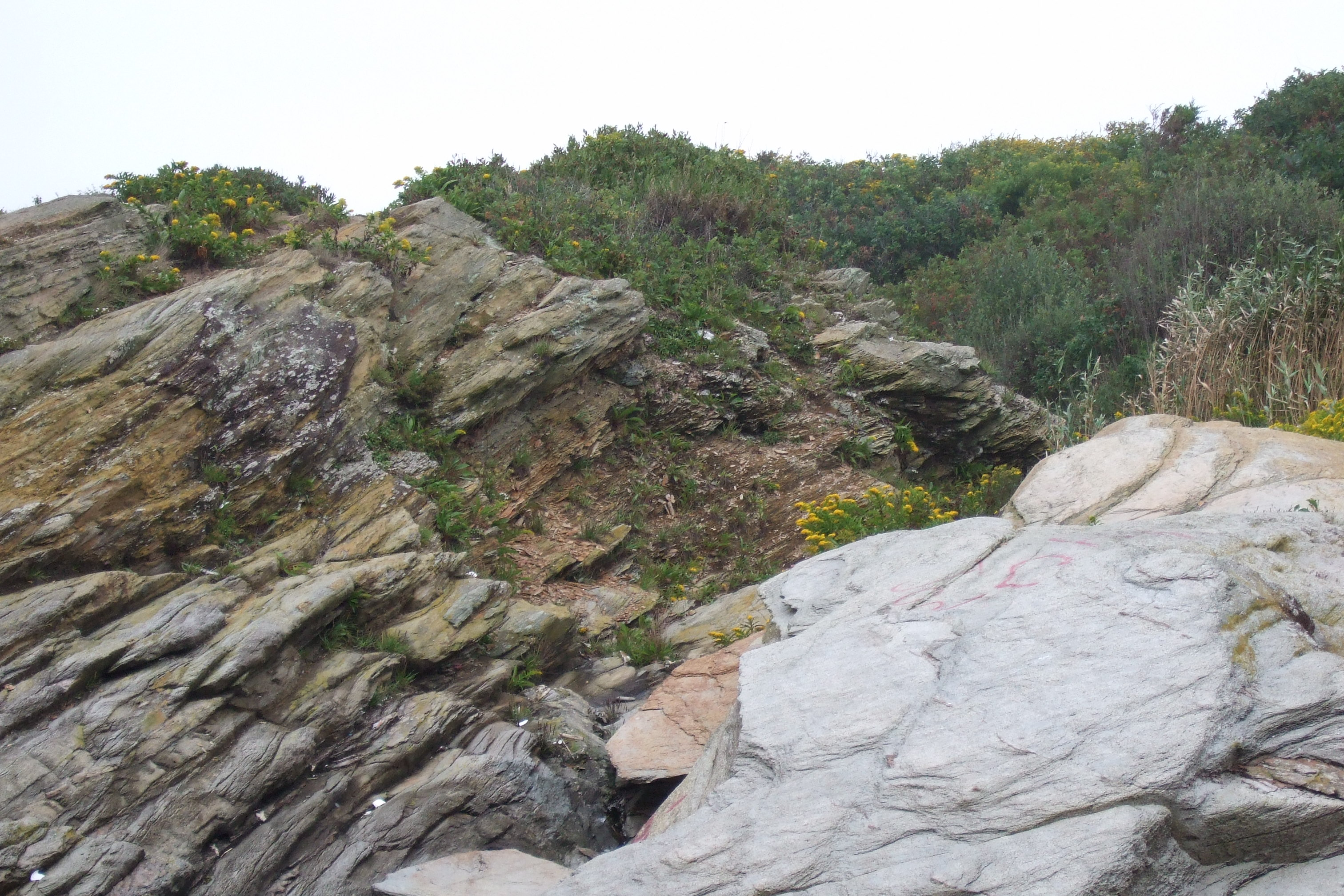
Las clasificación RMR permite hallar un número que indique la situación de estabilidad de un macizo rocoso.

La clasificación geomecánica de Bieniawski o RMR (acrónimo del inglés rock mass rating) es un sistema de clasificación geomecánica presentado por el Ing. Bieniawski en 1973 y modificado sucesivamente en 1976, 1979, 1984 y 1989.
Permite hacer una clasificación de un macizo rocoso 'in situ'. Se utiliza usualmente en la construcción de túneles, de taludes y de cimentaciones. Consta también  de un índice de calidad RMR (Rock Mass Rating), independiente de la estructura, y de un factor de corrección.

## Definición
El RMR se obtiene estimando cinco parámetros:
- Resistencia de la roca inalterada (compresión uniaxial)
- El RQD (Rock Quality Designation)
- Espaciamiento entre diaclasas
- El estado de las diaclasas
- Condiciones del agua subterránea.

Al resultado de cada uno de los parámetros se le asigna, según las tablas, un valor y se suman todos ellos para obtener el índice de calidad RMR sin correcciones. A este valor se le debe restar un factor de ajuste en función de la orientación de las discontinuidades.

### Tabla de clasificación
El valor se clasifica en función de la siguiente tabla:
| RMR      | Descripción | Tiempo Medio Sostén | Ángulo de Fricción interna |
| -------- | ----------- | ------------------- | -------------------------- |
| 0 - 20   | Muy pobre   | 10 min/0,05 min     | < 30°                      |
| 21 - 40  | Pobre       | 5 h/ 15 min         | 30°-35°                    |
| 41 - 60  | Regular     | 1 sem. / 3 meses    | 35°-40°                    |
| 61 - 80  | Bueno       | 6 a 4 meses         | 40:-45°                    |
| 81 - 100 | Muy bueno   | > 5 meses           | 45°                        |

El factor de corrección, definido cualitativamente, depende de la orientación de las discontinuidades y tiene valores distintos según se aplique a túneles, cimentaciones o taludes.
Sin embargo, el Rock Mass Rating presenta algunos inconvenientes cuando se aplica a taludes en roca, dado que el parámetro que tiene en cuenta la influencia de la orientación de las discontinuidades fue definido en detalle para cimentaciones de presas y para túneles, pero no para taludes. Para solucionar esta dificultad, Romana definió el Slope Mass Rating que adopta los valores de corrección por orientación de las discontinuidades originales de Bieniawski y los define de forma rigurosa, descomponiéndolos en cuatro factores diferentes a los que denominó F1, F2, F3 y F4. Los tres primeros factores dependen de las relaciones geométricas entre el talud y las discontinidades, mientras que el cuarto factor depende del método de excavación.
El índice de RMR se obtiene de restar a los valores obtenidos el factor de ajuste. Este índice puede variar entre 0 y 100 y define cinco clases de roca designadas con números romanos que se corresponden con cinco calidades del macizo rocoso: muy buena, buena, media, mala y muy mala.
La principal ventaja de este método de clasificación es su sencillez y economía.

### Correlación
El RMR está correlacionado empíricamente con el módulo de Young del macizo rocoso (Em), no de la roca intacta (Er):
{\displaystyle Em=2*RMR-100GPa} 
para RMR > 50
{\displaystyle Em=10^{(RMR-10)/40}}
para RMR =< 50
A pesar de que existen estas correlaciones, hay que aclarar que son solamente aproximaciones a los valores reales que exhibe el macizo rocoso.